# Dlhá nad Kysucou
Dlhá nad Kysucou je naseljeno mjesto u okrugu Čadca u Žilinskom kraju u Slovačkoj.

## Stanovništvo
| Godina:     | 1993. | 2003.   | 2013.    | 2023.   |
| ----------- | ----- | ------- | -------- | ------- |
| Broj ljudi: | 482   | 510     | 646      | 620     |
| Razlika:    |       | +5,80 % | +26,66 % | -4,02 % |

| Godina:     | 2022. | 2023.   |
| ----------- | ----- | ------- |
| Broj ljudi: | 624   | 620     |
| Razlika:    |       | -0,64 % |

Prema podatcima o broju stanovnika iz 2023. godine naselje je imalo 620 stanovnika.

## Vanjske poveznice
|  | Zajednički poslužitelj ima još gradiva o temi Dlhá nad Kysucou |

- Službena stranica naselja (sl.)